# Бахтіярово
Бахтія́рово (рос. Бахтиярово) — село у складі Червоногвардійського району Оренбурзької області, Росія.

## Населення
Населення — 315 осіб (2010; 324 у 2002).
Національний склад (станом на 2002 рік):
- башкири — 95 %